# Melica montezumae
Melica montezumae là một loài thực vật có hoa trong họ Hòa thảo. Loài này được Piper mô tả khoa học đầu tiên năm 1905.